# Xarxa ferroviària de Catalunya
|  | Aquest article tracta sobre xarxa ferroviària de la Catalunya Sud. Si cerqueu la xarxa de la Catalunya Nord, vegeu «Xarxa ferroviària de la Catalunya del Nord». |

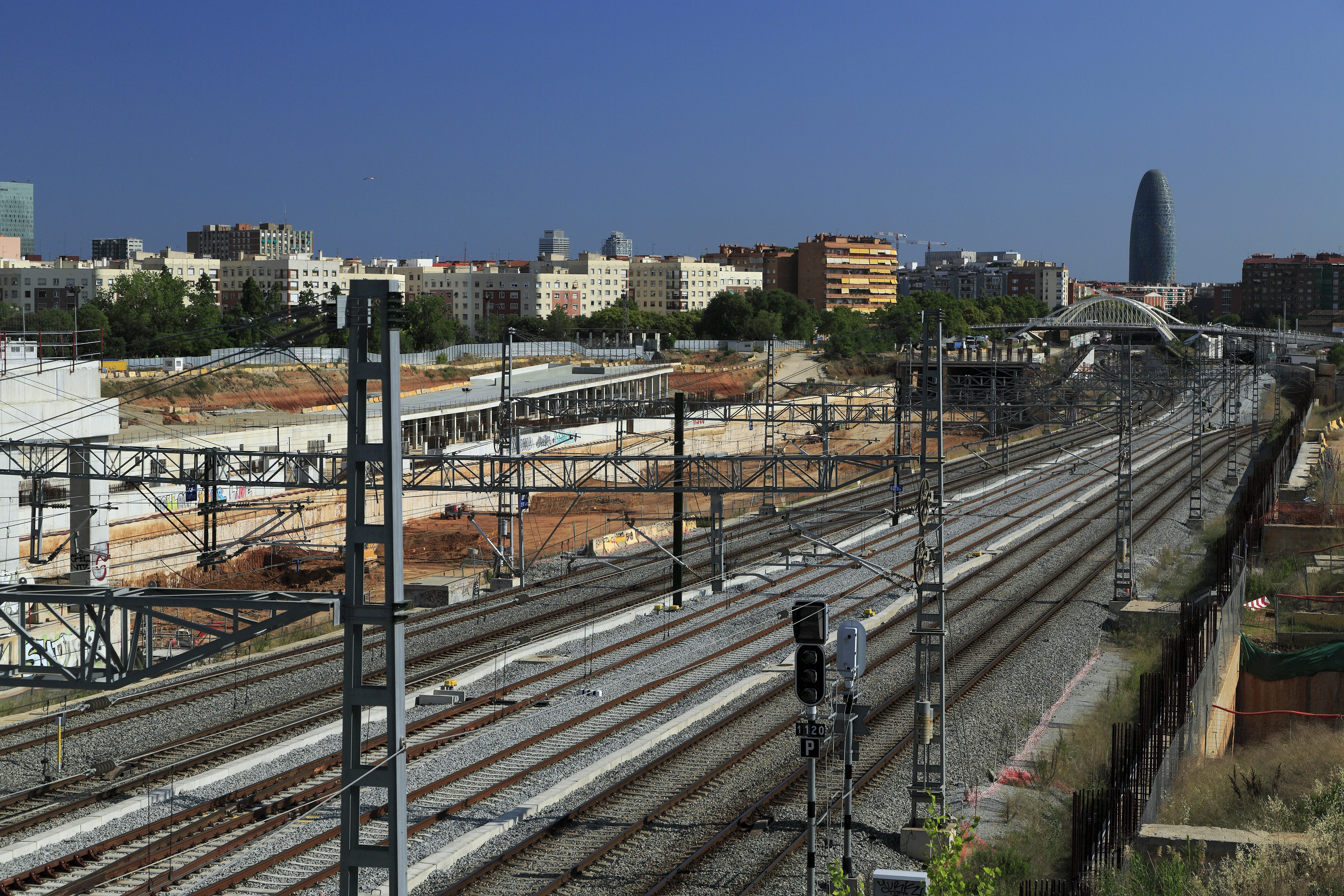
Línies de rodalia, regional i alta velocitat a la Sagrera, Barcelona

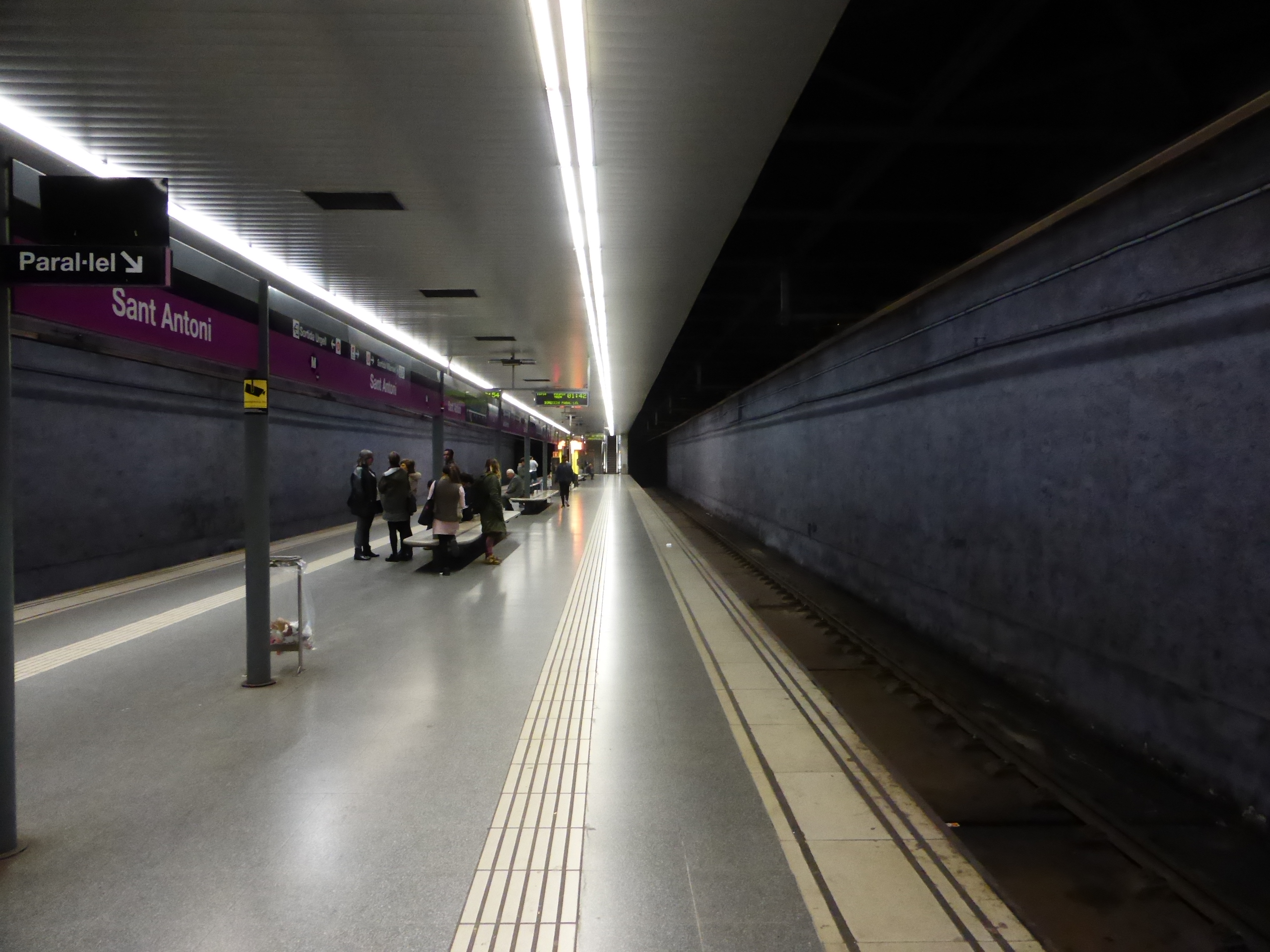
Línia de metro a Sant Antoni, Barcelona

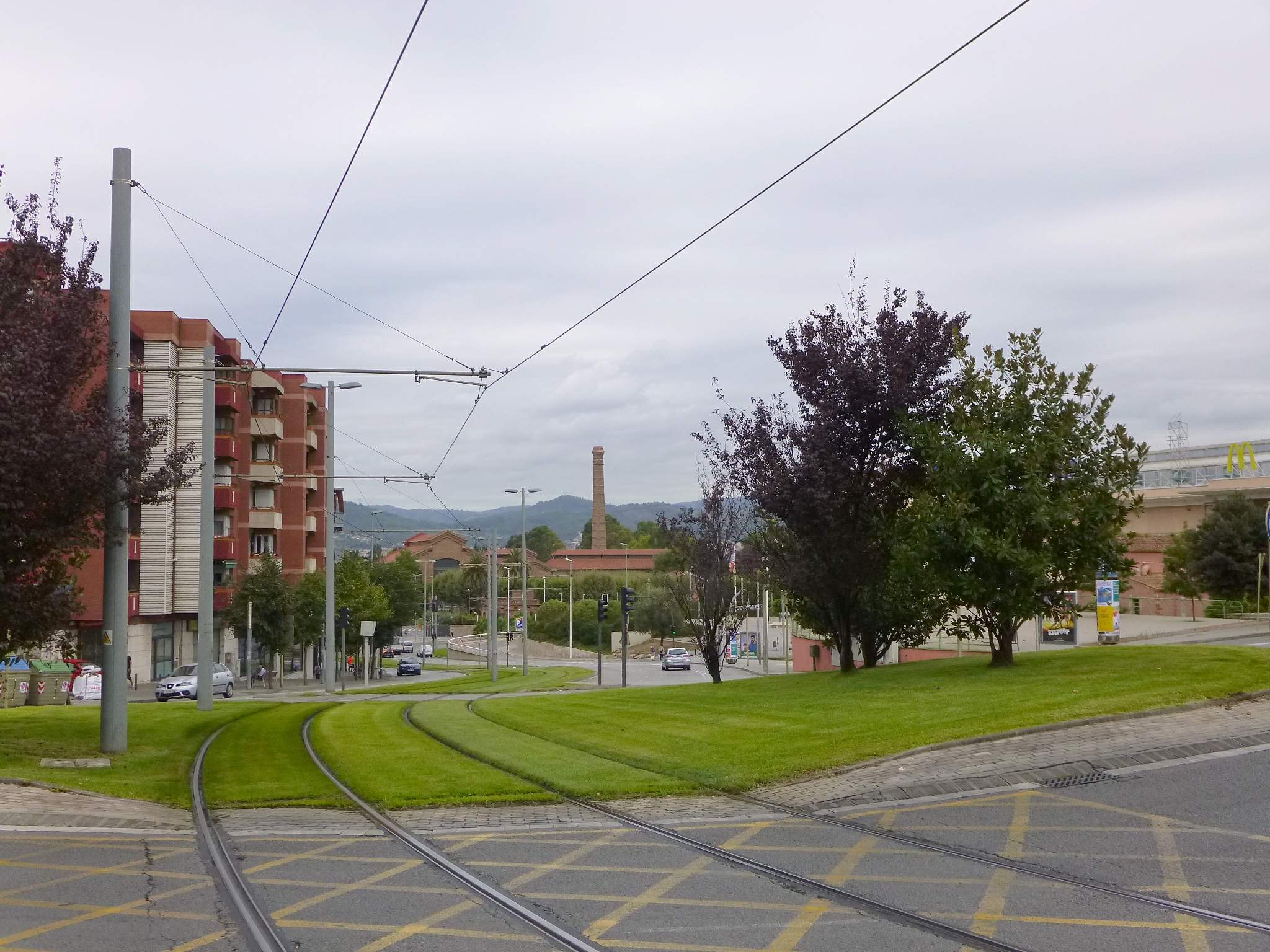
Línia de tramvia a Cornellà

La xarxa ferroviària de Catalunya està formada per una xarxa de ferrocarrils d'ample ibèric, ample estàndard, ample mètric i altres tipus de ferrocarrils com el tramvia, funiculars i trens cremallera.
La xarxa està composta per:
- Línies de rodalia, regionals i llarga distància:
  - Línies de via ampla de Catalunya de Rodalies de Catalunya (Renfe) i de FGC.
  - Línies d'alta velocitat (Renfe i altres).
- Línies metropolitanes:
  - Línies de Ferrocarrils de la Generalitat de Catalunya (FGC).
  - Línies del metro de Barcelona (TMB i FGC).
  - Línies de tramvia: Tram de Barcelona i Tramvia Blau.
- Altres:
  - Funiculars i trens cremallera de Catalunya.

## Història del ferrocarril a Catalunya

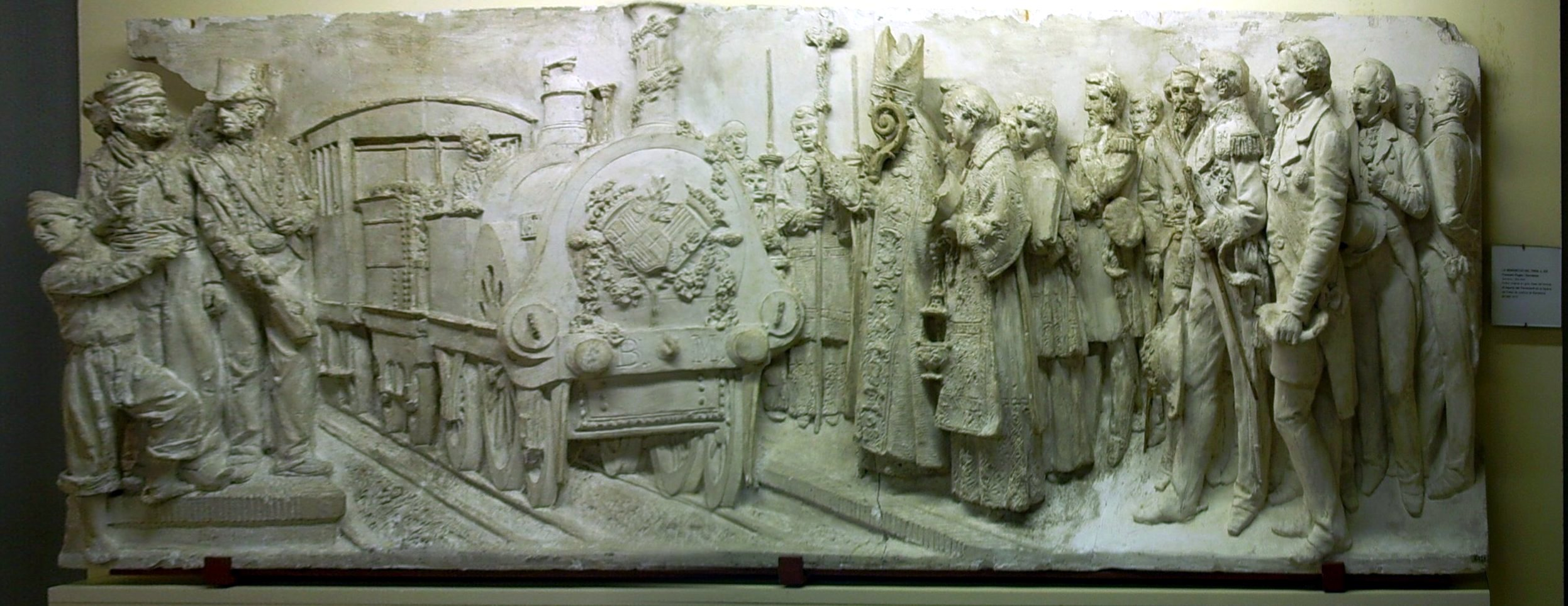
La Benedicció del Tren

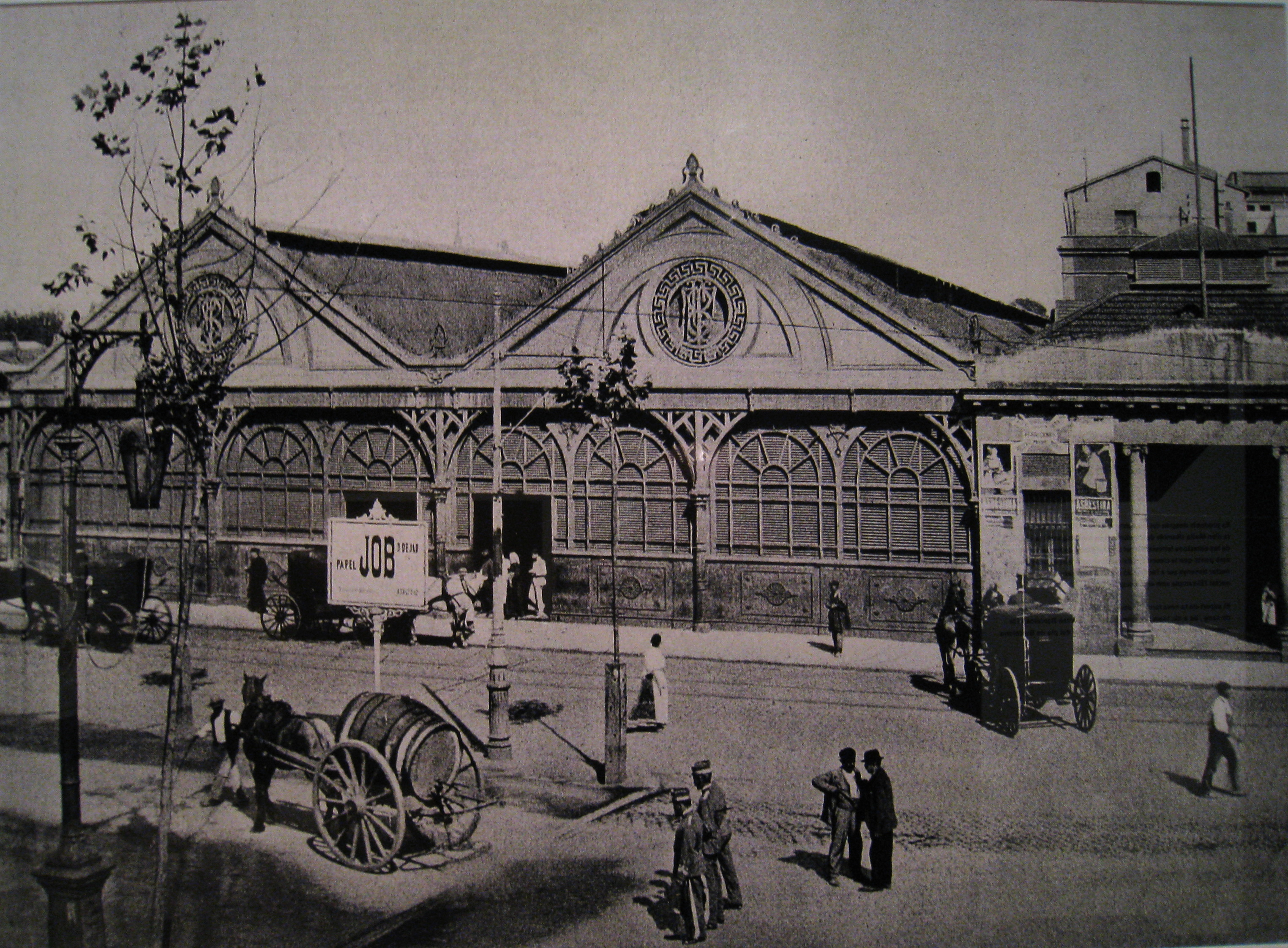
Antiga Estació de França

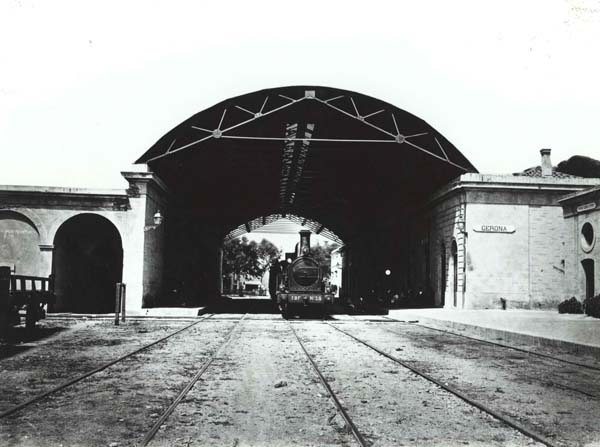
Estació de Girona

Els orígens del ferrocarril a Catalunya es remunten a la iniciativa de la burgesia catalana per contrarestar la falta de carreteres invertint en el ferrocarril. Els primers projectes van ser el de la línia entre Reus i el port de Tarragona (1833) i el de la línia entre Sant Joan de les Abadesses i Roses, però no es van materialitzar. El 1845 es va constituir, amb capital majoritari anglès, la companyia del Ferrocarril de Barcelona a Mataró, que sota l'impuls de l'enginyer de Mataró Miquel Biada, va construir la primera línia ferroviària de la península Ibèrica, que es va inaugurar el 28 d'octubre de 1848.
Des de llavors es van començar a construir les grans línies ferroviàries de via ampla que unien els centres productors industrials amb els mercats catalans, espanyols i europeus. Es van desplegar les grans vies fèrries a l'entorn de Barcelona (Barcelona-Granollers, Barcelona-Martorell i Barcelona-Terrassa); la línia de Reus a Tarragona i Lleida (que l'any 1865 havia arribat a Vimbodí); i es va prolongar la línia de Martorell fins a Tarragona i posteriorment fins a Tortosa.
Als anys cinquanta-seixanta es va construir un total de 795 quilòmetres de vies fèrries a un ritme molt accelerat que es va frenar a partir de la crisi econòmica del 1866, la qual va paralitzar la construcció durant un decenni.
En les últimes dècades del segle es va reprendre la construcció dels ferrocarrils i es van desplegar un total de 418 km de via. Es van acabar línies a mig construir i es van produir fusions empresarials, com la de les companyies de Barcelona a Tarragona i de Barcelona a França (Ferrocarriles de Tarragona a Barcelona y Francia), que va completar la línia de Girona a França. Es va posar en explotació la línia de Granollers a les mines de Sant Joan de les Abadesses. I es va acabar la línia de Reus a Tarragona i Lleida. L'única línia nova va ser la de Barcelona a Vilanova i la Geltrú i a Valls, que va enllaçar amb la de Barcelona a Tarragona. Del 1887 al 1898 es va prolongar el ramal de la línia de Barcelona a Valls i Reus fins a l'enllaç amb la inacabada línia de Saragossa a La Puebla de Híjar. En finalitzar el segle s'havien construït 1.834 quilòmetres.
A més, des de la fi del segle xix es van construir també ferrocarrils secundaris de via estreta. Primer, el ferrocarril de Barcelona a Sarrià (1863). Després, el de Manresa a Olvan i Guardiola (1885-1904). El 1895, el que va unir Olot amb altres poblacions de la Garrotxa i amb l'estació de via ampla de Girona (línia Barcelona-Portbou). El 1887, el de Palamós a Girona i Banyoles. El 1892, el de Sant Feliu de Guíxols a Girona, que transportava les matèries primeres i els productes elaborats de la indústria del suro del Baix Empordà. I el 1887, el de Reus a Salou.
La construcció del ferrocarril a Catalunya va afavorir la creació d'empreses com La Maquinista Terrestre y Marítima, i va connectar la indústria catalana amb el mercat interior espanyol.
Els mapes de l'època posen de manifest que la ciutat de Barcelona es va convertir en el nus central en el qual confluïa la xarxa de ferrocarrils i de carreteres de diferent ordre, segons la importància administrativa de les ciutats que connectaven, que s'estenia cap a la resta de Catalunya. Aquest disseny centralitzat es va produir també a l'entorn de les capitals de les altres províncies.
El 1929 es van cobrir les vies des de Barcelona-Plaça Catalunya fins a Muntaner i entre els anys 50 i 70 va continuar estenent-se el túnel a la resta de la línia de Barcelona. Als anys 50, també es va inaugurar el ramal entre Gràcia i Av. Tibidabo.

## Autoritats del transport

Mapa de Catalunya amb les quatre Autoritats del Transport.

Les autoritats del transport són consorcis interadministratius de caràcter voluntari amb la finalitat de coordinar el sistema de transport públic de viatgers en el seu àmbit territorial.
Actualment hi ha quatre Autoritats del Transport a Catalunya, una per cada capital de província, una de les maneres del consorcis o corporacions per coordinar el transport públic és posar en marxa un sistema tarifari integrat.
La de Barcelona es diu Autoritat del Transport Metropolità i les de Lleida, Girona i del Camp de Tarragona Autoritat Territorial de la Mobilitat. A més s'està creant una cinquena ATM per a l'àrea del Bages: ATM Comarques Centrals amb dues zones.
L'Autoritat del Transport Metropolità de Barcelona té sis zones i és la que ocupa més extensió i té més tipus de transports, ja que és l'unic lloc on hi ha metro i de moment tramvia.
L'ATM del Camp de Tarragona inclou dues zones, tres comarques en la primera zona i tres comarques més a la segona.
La comarca del Segrià forma part de l'ATM de Lleida en diverses modalitats de transport i algunes estacions de tren de la Noguera també està integrada a l'ATM.
Algunes funcions de les Autoritats del Transport són:
- Planificació d'infraestructures i serveis.
- Relacions amb operadors de transport col·lectiu.
- Finançament del sistema per les administracions.
- Ordenació de les tarifes.
- Comunicació.
- Marc normatiu futur.
- Altres funcions relacionades amb la mobilitat.

### Targetes
Tant l'ATM de Girona com la de Lleida i Tarragona utilitzen unes targetes, sense contacte, amb l'última tecnologia (similar a les del Metro de Londres). La targeta del sistema tarifari integrat és una targeta amb un xip incorporat que permet carregar-la de tiquets de viatge que l'usuari necessiti pels seus desplaçaments, és a dir que sempre s'utilitza la mateixa targeta de plàstic. Aquesta tecnologia permet que els tiquets integrats tinguin les mateixes funcionalitats i que siguin llegibles i validables pels terminals de totes les empreses de transport que formen part de l'ATM. Les targetes xip es recarreguen amb tiquets de viatge on el preu estarà determinat per la quantitat de zones a atravesar des de l'origen fins al destí final.
L'ATM de Barcelona encara utilitza els bitllets integrats de paper-cartró, i està previst que en un futur pròxim utilitzi el mateix tipus de targetes abans esmentades.

## Línies de via d'ample ibèric

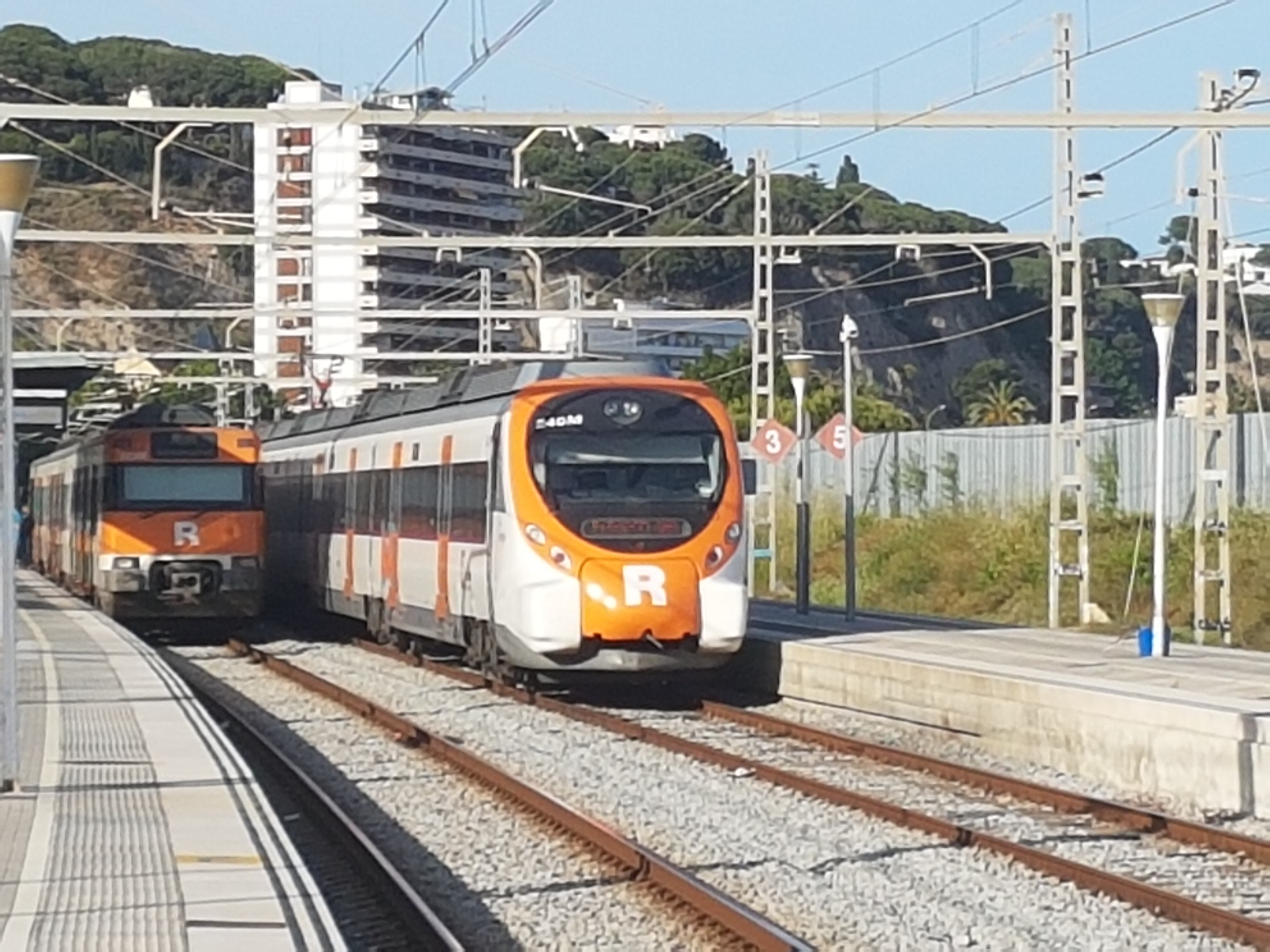
Línia Barcelona-Mataró-Maçanet Massanes.

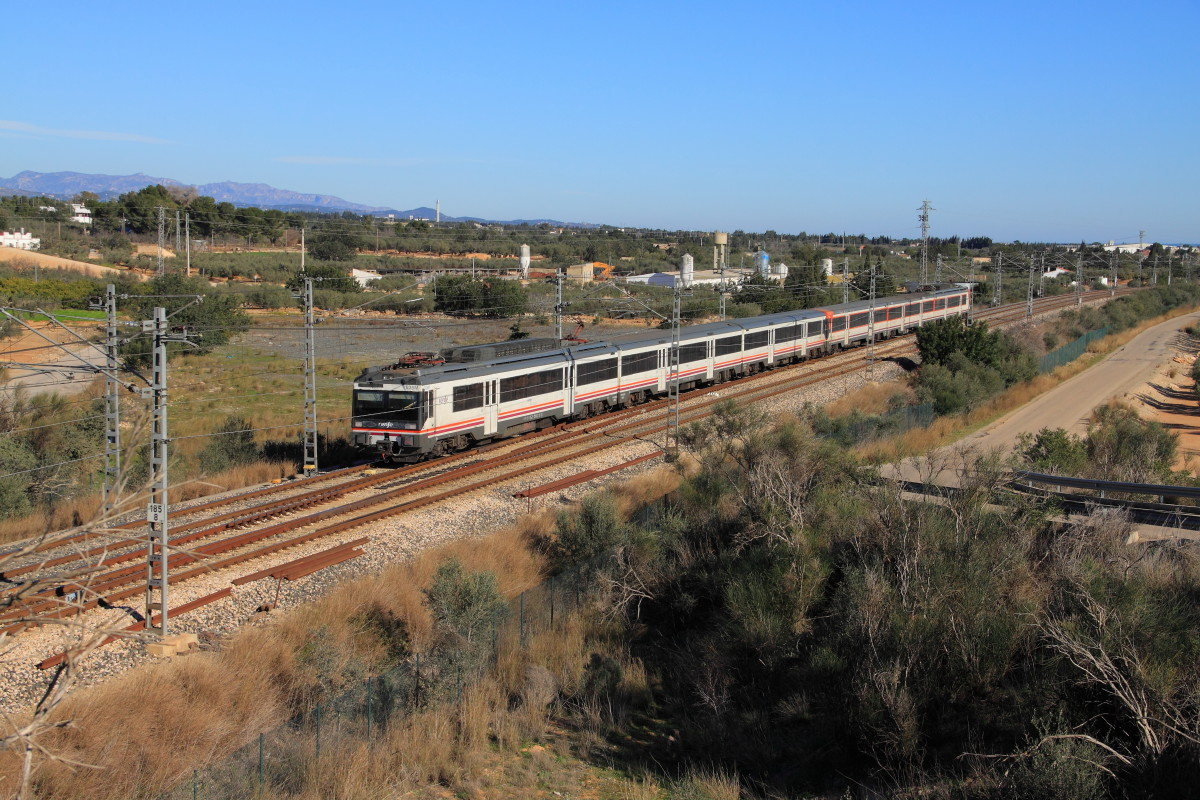
Línia Tarragona-Tortosa/Ulldecona.

Totes pertanyen a Adif (excepte Línia Lleida - la Pobla de Segur de FGC) i per Rodalies Catalunya s'utilitzen trams d'aquests línies per seus serveis regionals
- Línia Barcelona - Mataró - Maçanet Massanes
- Línia Barcelona-Portbou
- Línia Barcelona-Ripoll
- Línia Ripoll-Puigcerdà
- Línia Barcelona-Manresa-Lleida
- Línia Barcelona-Martorell-Vilafranca-Tarragona
- Línia Castellbisbal / el Papiol - Mollet
- Línia Barcelona-Vilanova-Valls
- Línia el Prat - Aeroport
- Línia Tarragona-Tortosa/Ulldecona
- Línia Tarragona-Reus-Lleida
- Línia Reus-Casp
- Línia Roda de Barà - Reus
- Línia Lleida - la Pobla de Segur
- Línia Castelldefels-Cornellà-Barcelona (projecte)

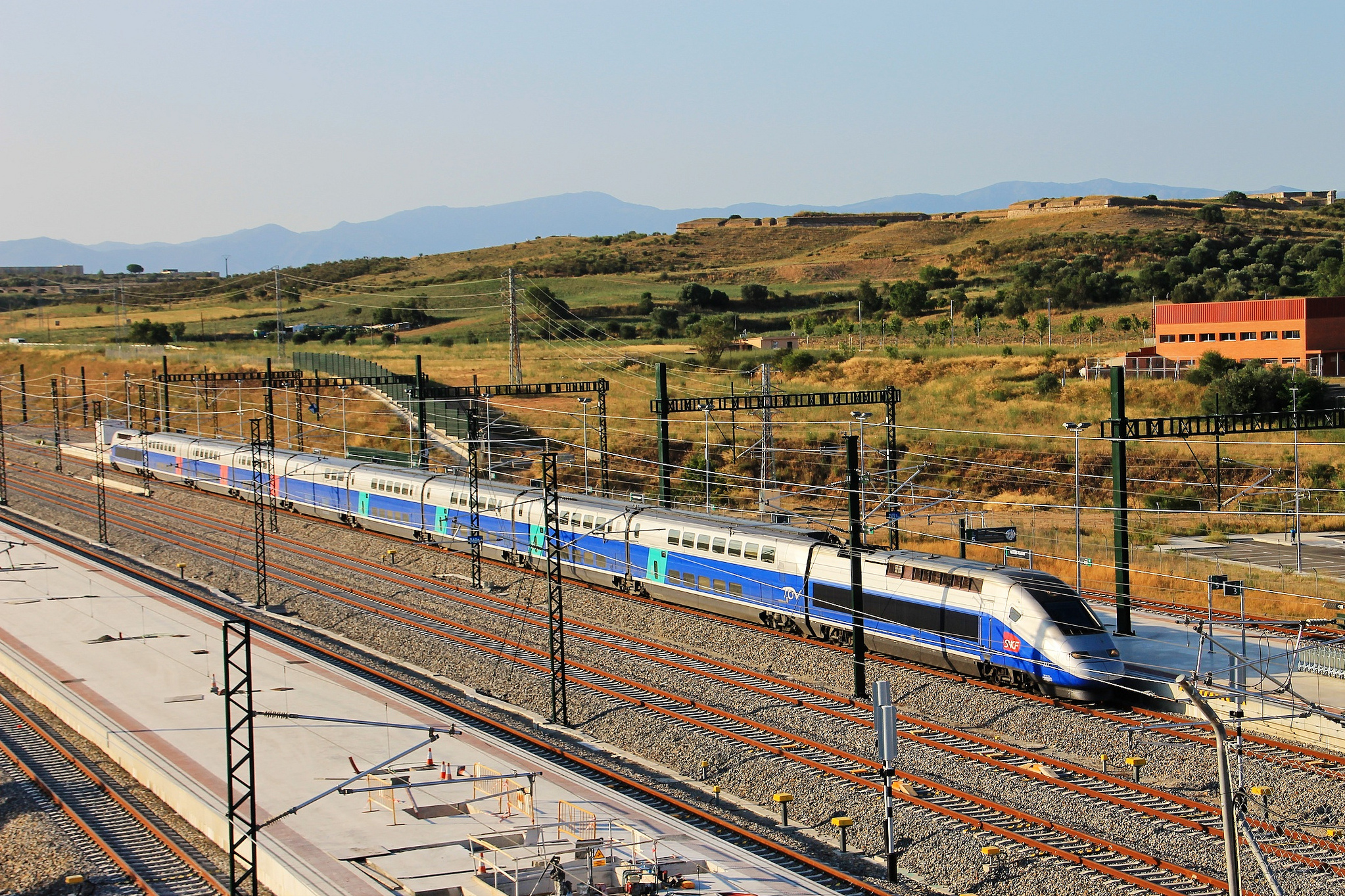
Línia d'alta velocitat Saragossa-Barcelona-Perpinyà.

- Línia orbital (projecte)
- Ramal de mercaderies de Can Tunis

## Línies d'alta velocitat
- LAV Madrid - Saragossa - Barcelona - Frontera Francesa
- Eix Transversal ferroviari (projecte)

## Línies convencionals d'ample estàndard
- Línia Barcelona-Vallès

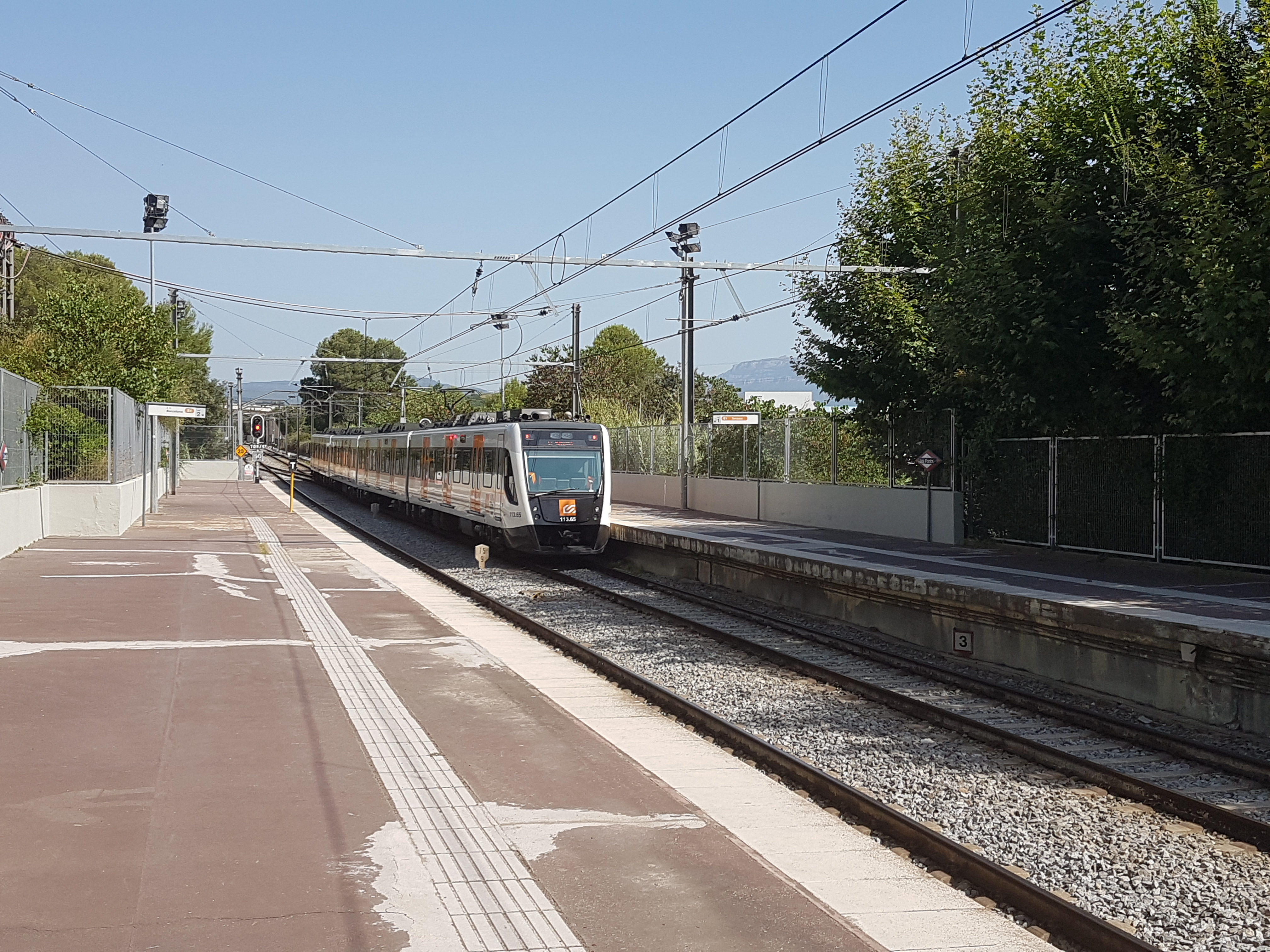
Línia Barcelona-Vallès.

  -  (Inaugurada el 1863) Plaça Catalunya - Sarrià.
  -  (Inaugurada el 1954) Plaça Catalunya - Avinguda Tibidabo.
  -   Sarrià - Reina Elisenda.
  -   Barcelona Plaça Catalunya - Terrassa - Nacions Unides
  -   Barcelona Plaça Catalunya - Sabadell - Parc del Nord

## Línies d'ample mètric
- Línia Llobregat-Anoia

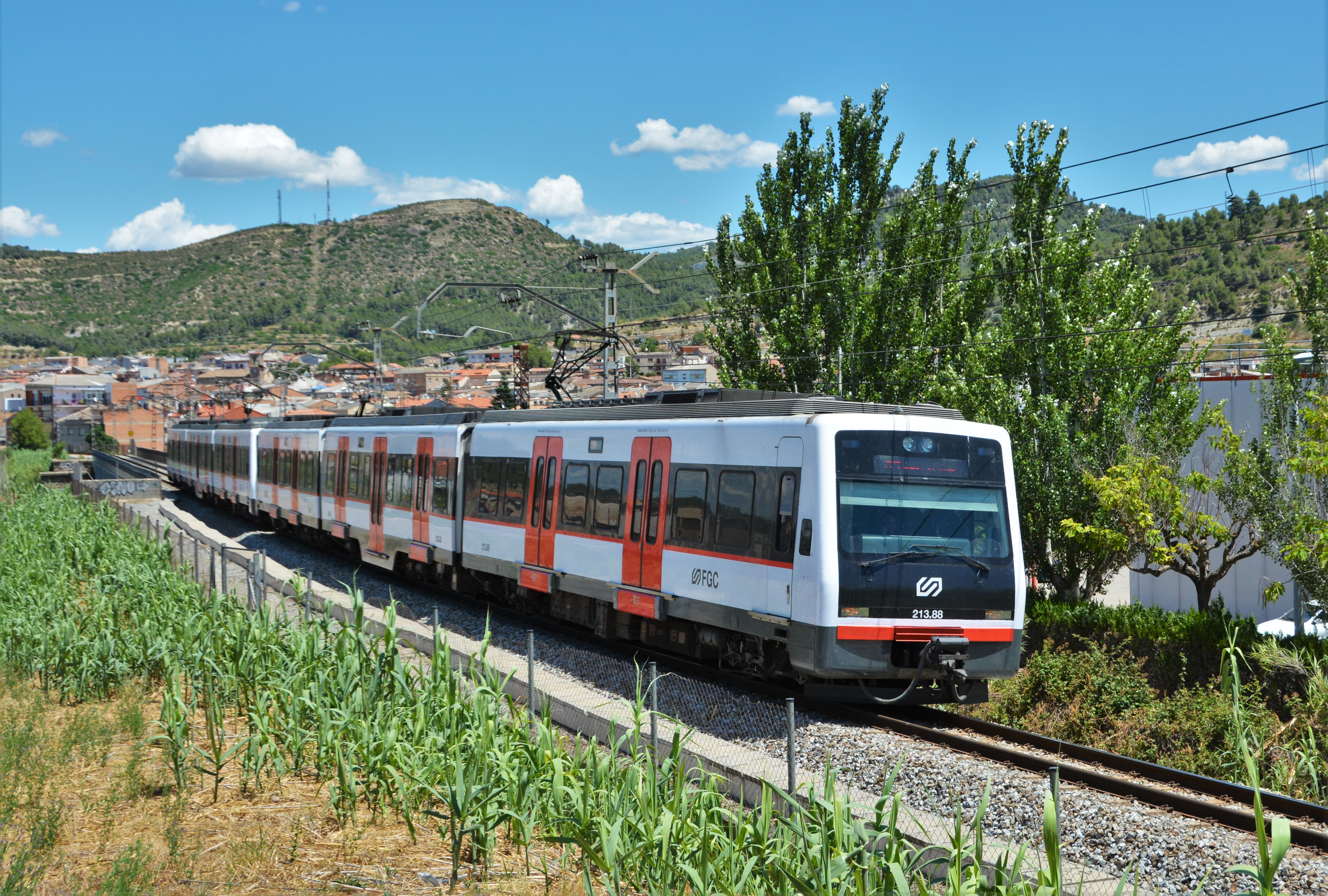
Línia Llobregat-Anoia.

  -  (Inaugurada el 1912) Plaça Espanya - Molí Nou-Ciutat Cooperativa.
  -   Barcelona Plaça Espanya - Can Ros
  -   Barcelona Plaça Espanya - Olesa de Montserrat
  -   Barcelona Plaça Espanya - Martorell Enllaç
  -   Barcelona Plaça Espanya - Quatre Camins
  -   Barcelona Plaça Espanya - Manresa
  -   Barcelona Plaça Espanya - Igualada
  -  Barcelona Plaça Espanya - Manresa
  -  Barcelona Plaça Espanya - Igualada
- Ramal Manresa-Sallent
- Ramal Manresa-Súria
- Apartador d'Ares
- Ramal Martorell-Solvay
- Ramal Sant Boi-Port
- Ramal d'accés a Seat
- Línia Olot-Girona

## Metro de Barcelona

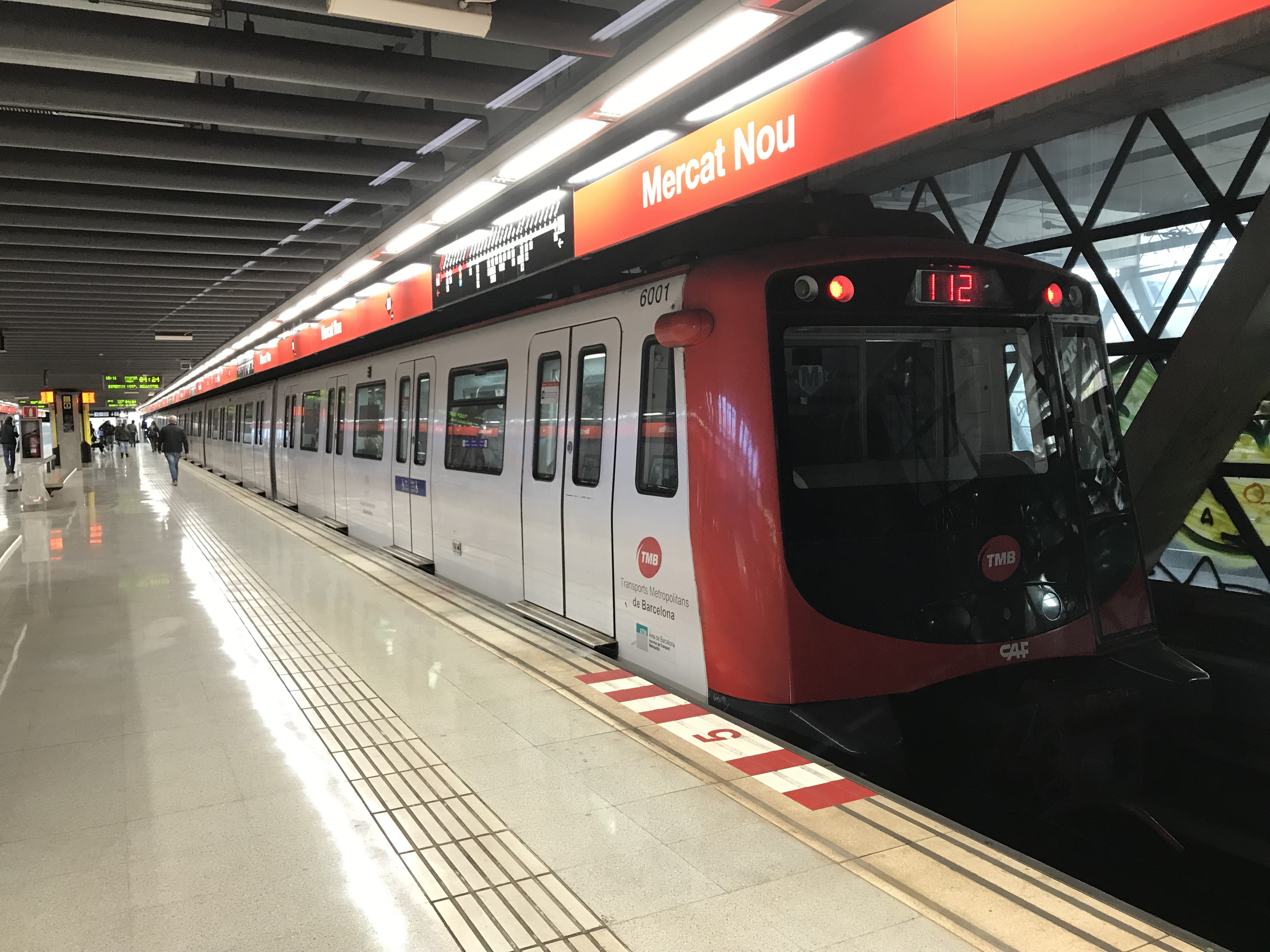
metro de Barcelona.

Les línies de ferrocarrils metropolitans de Barcelona són 12 (L1-L2-L3-L4-L5-L6-L7-L8-L9-L10-L11-L12) explotades per:
- Transports Metropolitans de Barcelona: té 8 línies de metro, una d'ample ibèric antic (la Línia 1), la resta són d'ample internacional de les quals una és un tren lleuger (Línia 11).
  -   (Inaugurada el 1926 amb el nom de Ferrocarril Metropolità Transversal de Barcelona) Hospital de Bellvitge - Fondo
  -   (Inaugurada el 1995) Paral·lel - Badalona Pompeu Fabra
  -   (Inaugurada el 1924 amb el nom de Gran Metropolità de Barcelona) Zona Universitària - Trinitat Nova
  -   (Inaugurada el 1973) Trinitat Nova - La Pau
  -   (Inaugurada el 1969) Cornellà Centre - Estació de Vall d'Hebron
  -   (Inaugurada el 2009) La Sagrera - Can Zam
  -   (Inaugurada el 2016) Aeroport T1 - Zona Universitària
  -   (Inaugurada el 2010) La Sagrera - Gorg
  -   (Inaugurada el 2018) Collblanc - Zona Franca
  -   (Inaugurada el 2003) Trinitat Nova - Can Cuiàs
- Ferrocarrils de la Generalitat de Catalunya té 3 línies de metro amb vies d'ample internacional i 1 línia amb via d'ample mètric:
  - Línia Barcelona-Vallès:
    -   (Inaugurada el 1863) Plaça Catalunya - Sarrià.
    -   (Inaugurada el 1954) Plaça Catalunya - Avinguda Tibidabo.
    -   Sarrià - Reina Elisenda.

  - Línia Llobregat-Anoia:
    -   (Inaugurada el 1912) Plaça Espanya - Molí Nou-Ciutat Cooperativa.

## Tramvies i trens lleugers

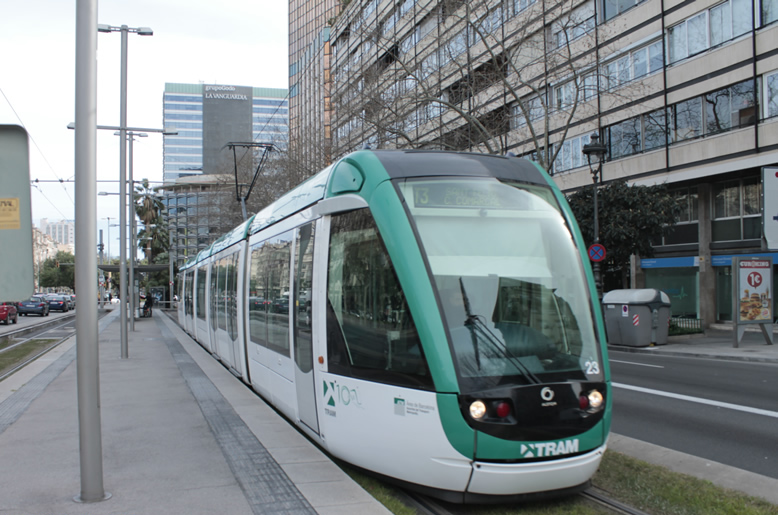
El Trambaix.

Hi ha 3 xarxes de tramvia operatives, el Trambaix, el Trambesòs i per acabar de caràcter turístic el Tramvia Blau. Es divideixen en 7 línies:
- Tram té 6 línies de tramvia modern a l'àrea metropolitana de Barcelona.
  - Trambaix, Tramvia del Baix Llobregat (Inaugurat el 2004):
    -  Francesc Macià - Bon Viatge
    -  Francesc Macià - Llevant - les Planes
    -  Francesc Macià - Sant Feliu | Consell Comarcal

  - Trambesòs, Tramvia del Besòs:
    -  (Inaugurada el 2004) Ciutadella | Vila Olímpica - Estació de Sant Adrià de Besòs
    -  (Inaugurada el 2006) Glòries - Gorg
    -  (Inaugurada el 2008) Glòries- Estació de Sant Adrià de Besòs
- Tramvia turístic de Transports Metropolitans de Barcelona.
  -  Tramvia Blau: (Inaugurat el 1901) Avinguda Tibidabo - Plaça del Funicular del Tibidabo

Per a un inventari complet de les estacions de tren de tramvia, vegeu la Llista d'estacions de tramvia de la regió metropolitana de Barcelona
Actualment està en construcció el TramCamp, una xarxa de tramvia que connectarà les ciutats més importants del Camp de Tarragona, incloent-hi 5 línies de tramvia (Tarragona - Cambrils, Reus - Cambrils, Tarragona - Reus, Tarragona - Aeroport i Port Aventura - La Pineda). A causa de la crisi econòmica del 2008, aquest projecte acumula més de 15 anys de retard i actualment es preveu que el primer ramal Cambrils - Estació Intermodal de Vila-seca entri en funcionament el 2027.

## Funiculars i telefèrics

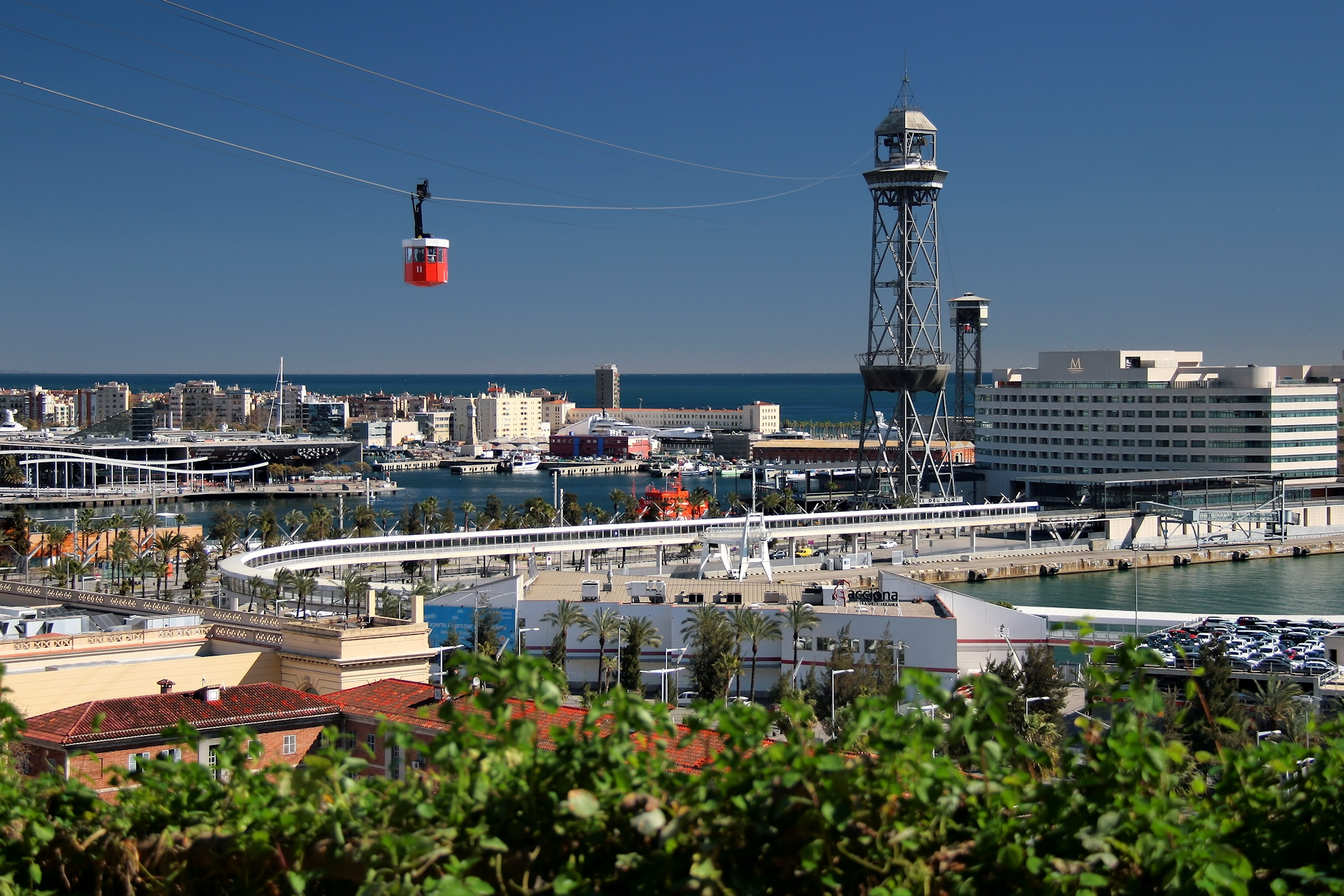
Telefèric del Port

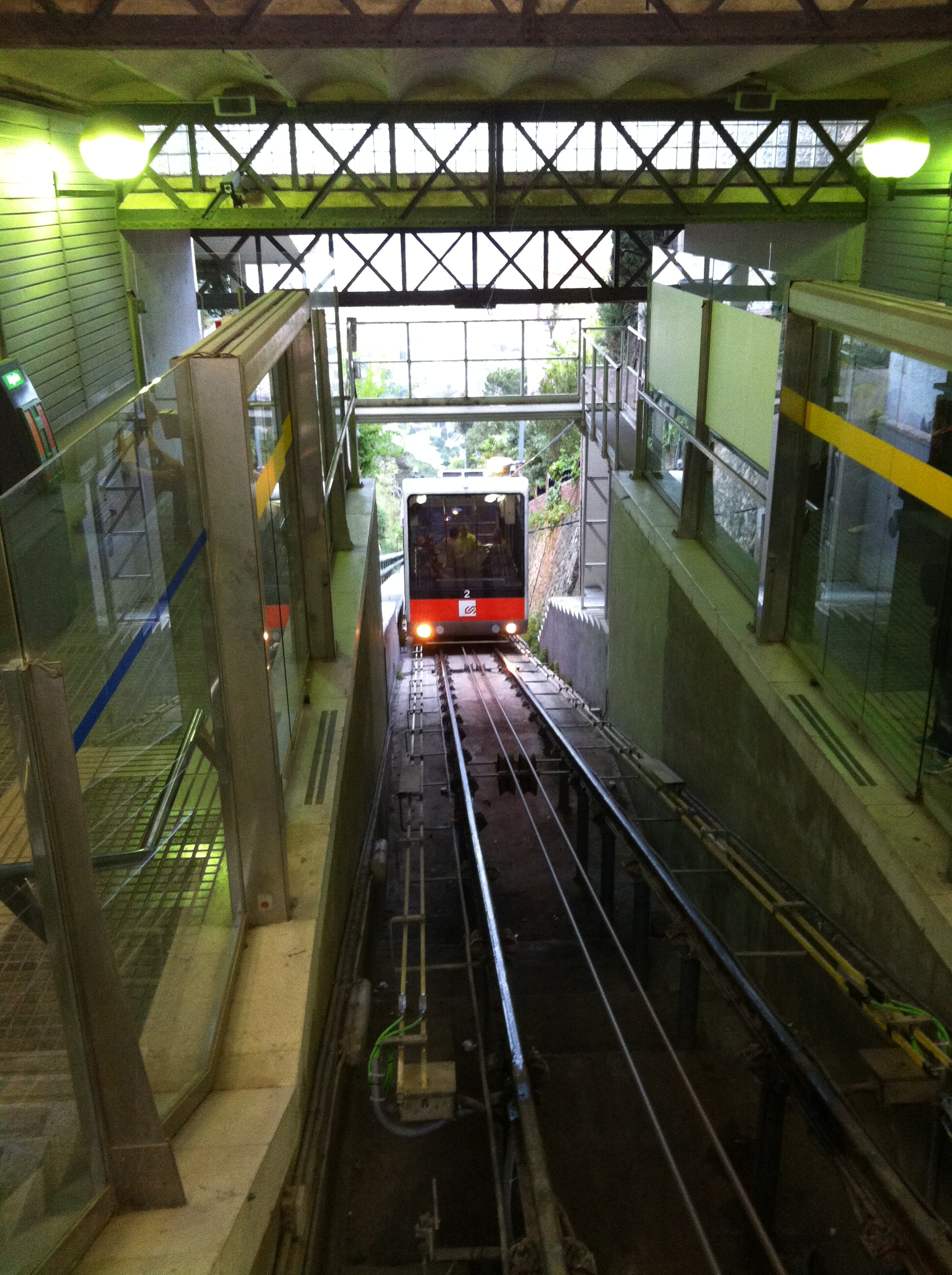
Funicular de Vallvidrera

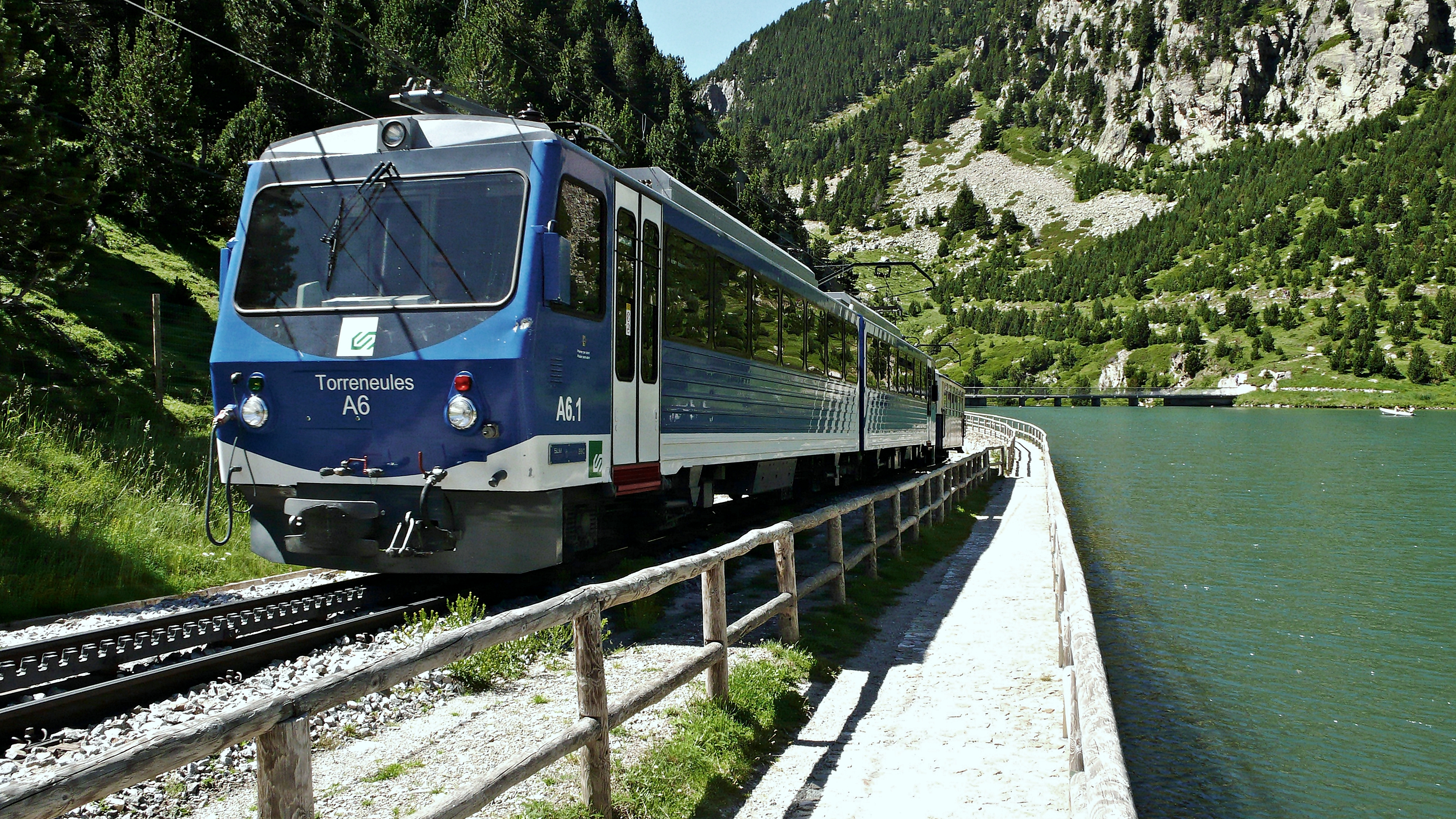
Cremallera de Núria

- Altres operadors:
  -  Funicular del Tibidabo
  - Telefèric del Port
  - Telefèric de l'Estany Gento
  -  Aeri de Montserrat
  - Telecabina de Baquèira
  - Ascensor inclinat de Queralt
  - Ascensor inclinat de Puigcerdà
  - Ascensor inclinat de Cala Giverola
  - Ascensor inclinat de Ciutat Meridiana
- Transports Metropolitans de Barcelona: 
  -  Funicular de Montjuïc
  - Telefèric de Montjuïc
- Ferrocarrils de la Generalitat de Catalunya: 
  -  Funicular de Gelida
  -  Funicular de Vallvidrera
  - Funiculars de Montserrat:
    -  Cremallera de Montserrat
    -  Funicular de la Santa Cova
    -  Funicular de Sant Joan

  - Cremallera i Telefèric de la Vall de Núria:
    -  Cremallera de Núria
    - Telecabina de la Coma del Clot

  - Telecabina de la Molina - Alp 2500

## Altres Ferrocarrils
- Ferrocarril Turístic de l'Alt Llobregat: Un tren turístic gestionat per FGC en via de 600 mm.

## Territori cobert
Actualment hi ha 32 comarques que tenen alguna estació de ferrocarril, 14 de les quals tenen servei de Rodalies Barcelona i/o de FGC. Hi ha 18 comarques que tenen estacions de línies de mitjana distància o de llarga distància i 9 comarques que no tenen cap tipus d'estació de ferrocarril.
| Comarques amb servei de rodalia i/o MD/LD: - Alt Penedès - Anoia - Bages - Baix Llobregat - Baix Penedès - Baixa Cerdanya¹ - Barcelonès - Garraf - Maresme - Osona¹ - Ripollès¹ - Selva¹ - Vallès Occidental - Vallès Oriental 1. Comarques que la totalitat de les seves estacions o algunes no tenen sistema tarifari integrat de l'ATM de Barcelona. | Comarques amb serveis de MD o LD: - Alt Camp - Alt Empordà - Baix Camp - Baix Ebre - Conca de Barberà - Garrigues - Gironès - Montsià - Noguera - Pallars Jussà - Pla d'Urgell - Priorat - Ribera d'Ebre - Segarra - Segrià - Tarragonès - Terra Alta - Urgell | Comarques amb cap mena de servei: - Alt Urgell - Alta Ribagorça - Baix Empordà - Berguedà - Garrotxa - Pallars Sobirà - Pla de l'Estany - Solsonès - Vall d'Aran |

## Actuacions en execució i futures

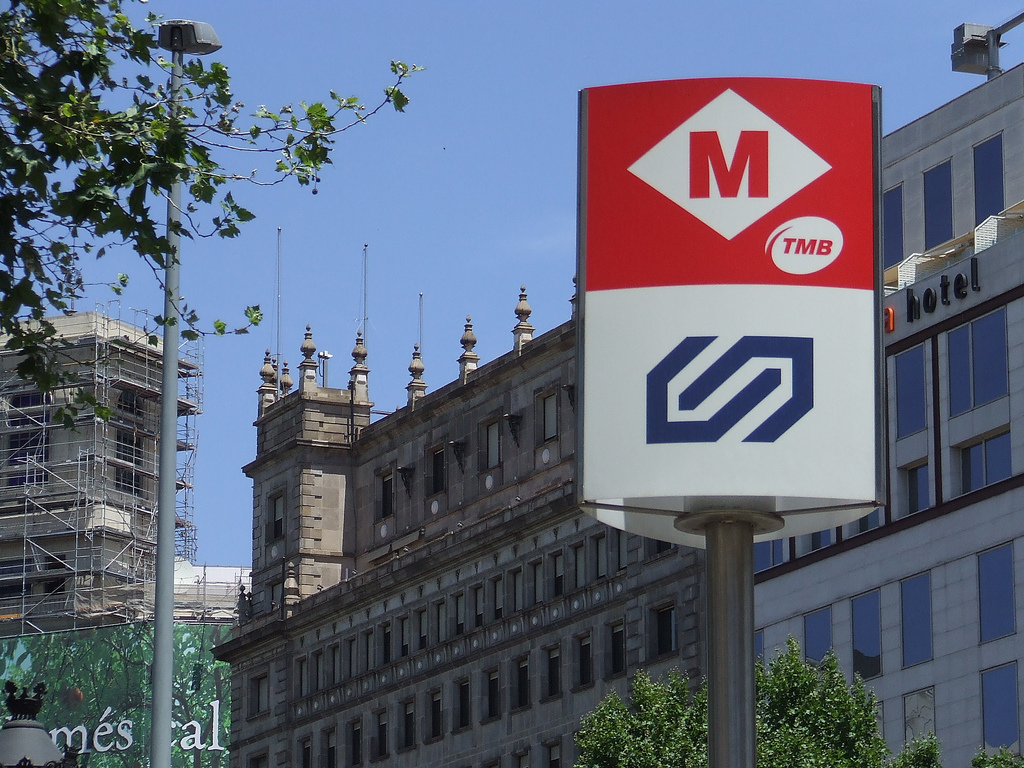
Cartell de FGC i Metro de Barcelona a Plaça de Catalunya

### Àrea metropolitana de Barcelona
Actuacions que recull el Pla Director d'Infraestructures 2011-2020 de l'Autoritat del Transport Metropolità (ATM).
- Rodalia de Barcelona
  - Renfe Operadora:
    - R1: es convertirà en la línia de la costa (R2 sud + R1) amb una branca a l'aeroport.
    - R2: es convertirà en línia d'interior (R4 sud-oest + R2 nord).
    - R4: Manresa - Aeroport.
    - Perllongament de la R3 de rodalia Cornellà - Castelldefels.
    - R8: intercanviadors amb la línia Barcelona-Vallès a les estacions de Sant Cugat i Rubí.
    - Construcció Línia orbital entre Vilanova i la Geltrú - Vilafranca del Penedès - Martorell - Terrassa - Sabadell - Granollers - Mataró. Estudi informatiu redactat.
- Ferrocarrils Metropolitans
  - Transports Metropolitans de Barcelona: 
    - Perllongament Línia 1 Fondo – Badalona Pompeu Fabra. Estudi informatiu.
    - Perllongament Línia 3 Trinitat Nova – Trinitat Vella.
    - Perllongament Línia 3 Zona Universitària - Esplugues Centre. Estudis informatius i d'impacte ambiental fets.
    - Perllongament Línia 4 La Pau – Sagrera | TAV. Pendent projecte constructiu estació Santander Línia 4 i desafecció Línia 9.
    - Construcció Línia 9:
      - Línia 9. Túnel Zona Universitària-la Sagrera. Obres aturades
      - Línia 10. Tram sud Zona Universitària – Pratenc. Posada en servei parcial i obres en execució amb obertura progressiva d'estacions.

  - Ferrocarrils de la Generalitat de Catalunya: 
    - Perllongament FGC Pl. Espanya - Gràcia. Redacció del projecte.
- Tram:
  - Connexió Trambaix amb Trambesòs per Diagonal. Projecte en execució.
  - Nou traçat directe de la línia T3 entre Pont d'Esplugues i Rambla de Sant Just. Estudi en redacció.
- TramVallès:
  - Nova línia de tramvia entre Montcada, Cerdanyola i la UAB.

### Camp de Tarragona
Implementació d'un tren tramvia al Camp de Tarragona aprofitant les infraestructures existents en primera fase, i crear nous trams dintre dels nuclis urbans en una segona. Potenciació de la xarxa de rodalia amb noves estacions de Reus-Bellissens, Roda de Barà mar i Creixell.

### Girona
Potenciació de la xarxa de rodalia per a la ciutat de Girona i voltants amb la construcció de noves estacions a Sarrià de Dalt i a Vilablareix. Línia de tren-tramvia aeroport de Girona-Costa Brava, passant per la ciutat de Girona, Flaçà i la Bisbal d'Empordà.

### Terres de Ponent
Nova estació de Polígon Industrial el Segre a la línia Lleida-la Pobla. Potenciació de la xarxa de rodalia de Lleida en la infraestructura de les línies Manresa - Lleida i Tarragona - Lleida amb serveis específics dintre l'àrea.

### Catalunya Central
A la comarca del Bages tren tramvia que uniria Sallent amb Manresa i aquesta amb Súria (formant una V) reconvertint les actuals infraestructures que s'utilitzen com a línia de mercaderies i en un futur més llunyà arribaria a la capital del Berguedà, Berga. Actualment està en fase d'estudi.